# Шаповалівська сотня
Шаповалівська сотня — адміністративно-територіальна та військова одиниця у складі Ніжинського полку Гетьманщини (коротко також у складі Борзенського та Чернігівського). Створена 1651. Центр сотні — козацьке містечко Шаповалівка (нині село у складі Ніжинського району Чернігівської області).

## Історія
Утворена за Білоцерківською мировою угодою наприкінці 1651. Короткий час перебувала у Борзенському та Чернігівському полках, але згодом постійно — у Ніжинському. Про сотню є згадка у присяжних списках Московії за 1654.
Сотничий уряд у час гетьманування Іоанна Виговського тримав Самійло Курбацький, який одружився з удовою героя Визвольної війни Мартина Небаби. Відтак сотенний уряд Шаповалівки певний час тримали прямі нащадки полковника Мартина Небаби — Андрій та Василь Небаби.
З 1750-х Шаповалівське сотенне правління користувалося печаткою, на якій містився родовий герб тогочасних сотників Сохацьких - Боньча: на блакитному тлі срібний єдинорог. Згадана печатка перебувала у вжитку до анексії Гетьманщини з боку Москви 1782.

## Населені пункти
с. Шаповалівка, с. Високе, с.Миколаївка, с. Носелівка, с. Старосвітське Городище (Тростянка), Стрільники. Територія сотні була незмінною до 1782 — лише Старосвітське Городище було передано до складу Бахмацької сотні.

## Сотники
- Самійло Курбацький (1654–1659)
- Павло Павленко (1664–1670)
- Петро Павленко (1672)
- Андрій Небаба (1694–1700)
- Василь Небаба (1717)
- Андрій Купчинський (1719)
- Іван Небаба (1725, н.)
- Кирило Олексійович (1727)
- Хведір Купчинський (1727)
- Грицько Чуйкевич (1730)
- Олексій Вороновський (1736, н.; 1760)
- Василь Кулаковський (1739)
- Адам Сохацький (1750)
- Антін Сохацький (1777–1779)
- Петро Псьол (1779-1782)